# Setarchidae
Famille
Les Setarchidae forment une famille de poissons de l'ordre des Scorpaeniformes.
Cette famille n'est pas reconnu par ITIS qui place ses genres dans la famille Scorpaenidae, mais est reconnue par FishBase.

## Liste des genres et espèces
Selon FishBase (13 mai 2014) :
- genre Ectreposebastes Garman, 1899
  - Ectreposebastes imus Garman, 1899
  - Ectreposebastes niger (Fourmanoir, 1971)
- genre Lioscorpius
  - Lioscorpius longiceps Günther, 1880
  - Lioscorpius trifasciatus Last, Yearsley & Motomura, 2005
- genre Setarches Johnson, 1862
  - Setarches guentheri Johnson, 1862
  - Setarches longimanus (Alcock, 1894)